# Darrell Issa

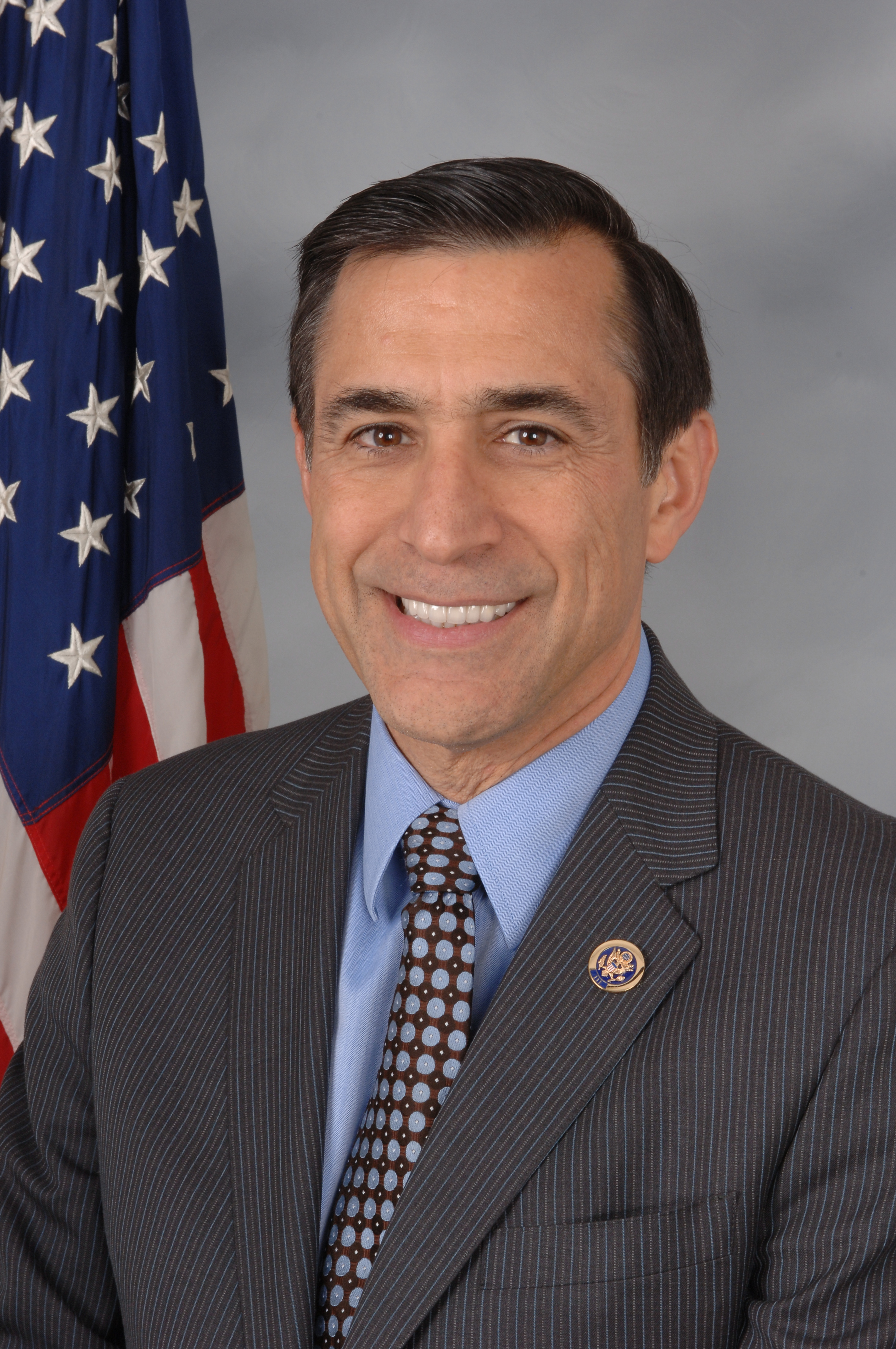
Darrell Issa

Darrell Edward Issa (* 1. November 1953 in Cleveland, Ohio) ist ein amerikanischer Politiker der Republikanischen Partei. Der frühere Unternehmer war von 2001 bis 2019 Mitglied des Repräsentantenhauses der Vereinigten Staaten für Teile des südlichen Kaliforniens. Er gewann bei der Wahl 2020 den 50. Sitz des Bundesstaats und sitzt seit dem 3. Januar 2021 wieder im Kongress.

## Familie, Ausbildung und Beruf
Issa ist das zweite von sechs Kindern. Seine Mutter war Mormonin und sein Vater, ein Röntgentechniker, orthodoxer Christ, dessen Eltern aus dem Libanon stammten. Er wuchs im mehrheitlich jüdischen Stadtteil Cleveland Heights auf. Er ging von der High School ab und diente ab 1970 in der United States Army, zuletzt als Captain, und besuchte anschließend das College. 1976 schloss Issa das Studium mit einem Associate Degree der Kent State University in General Studies und mit einem Bachelorgrad der Siena Heights University in Wirtschaft ab.
Vor seiner politischen Tätigkeit gehörte ihm ein Hersteller von Auto-Alarmanlagen; in das Unternehmen hatte er in den 1980er Jahren sein damaliges Gesamtvermögen von 7.000 US-Dollar investiert und war bis zum Chief Executive Officer aufgestiegen. Vor seinem Einstieg in die Politik verkaufte er das Unternehmen. Mit 464 Millionen Dollar Privatvermögen war Issa 2014 der reichste Abgeordnete in den Vereinigten Staaten. Die Unterschriftensammlung für das erfolgreiche Bürgerbegehren 2003 zur Abwahl des damaligen Gouverneurs des Staates Kalifornien Gray Davis unterstützte Issa mit Spenden in Millionenhöhe.
Mit seiner Frau Kathy hat Issa einen Sohn. Sie leben in Vista, Kalifornien.

## Politische Laufbahn
Issas kandidierte erstmals 1998 für ein politisches Mandat, als er sich in der Vorwahl der Republikaner für die Nominierung als Kandidat für einen der beiden Sitze Kaliforniens im Senat der Vereinigten Staaten bewarb. Er investierte zehn Millionen seines Privatvermögens, unterlag aber dem damaligen State Treasurer Michael Fong mit 40 zu 45 Prozent der Stimmen.
Issa wurde bei der Wahl 2000 ins Repräsentantenhaus der Vereinigten Staaten gewählt. Er vertrat dort bis 2013 den 48. Kongresswahlbezirk, der damals große Teile des San Diego County umfasste. Nach dem Neuzuschnitt der Wahlkreise in Folge des United States Census 2010 wechselte er in den neuen 49. Kongresswahlbezirk, der geographisch weitgehend seinem alten entsprach und zusätzlich Teile des Orange County, aber keinen Teil des Riverside County mehr umfasste. Der neue Wahlkreis war weniger republikanisch dominiert. Nachdem die Republikaner bei der Wahl 2010 die Mehrheit im Repräsentantenhaus gewonnen hatten, war Issa von 2011 bis 2015 Vorsitzender des Committee on Oversight and Reform, das zur Aufsicht über Regierungshandeln dient. Dabei ging er aggressiv gegen die Regierung Obama vor, darunter gegen den Attorney General Eric Holder und das Regierungshandeln beim Bengasi-Anschlag 2012, als er Barack Obama vorwarf, die Gefahr für die von Islamisten überfallenen Botschaftsangehörigen heruntergespielt zu haben.
In seinem zunehmend stärker den Demokraten zuneigenden Wahlbezirk wurde Issa deshalb umstrittener; während die Demokratin Hillary Clinton dort bei der Präsidentschaftswahl 2016 mit sieben Prozentpunkten Vorsprung vor Donald Trump lag, gewann Issa bei der zeitgleichen Repräsentantenhauswahl 2016 knapp mit 1.621 Stimmen Vorsprung vor dem Demokraten Douglas Applegate. Am 10. Januar 2018 kündigte Issa an, nicht zur nächsten Wahl anzutreten, der Halbzeitwahl in der umstrittenen Präsidentschaft Donald Trumps. Zwei Tage zuvor hatte Ed Royce, ebenfalls republikanischer Kongressabgeordneter aus Kalifornien, Selbiges angekündigt. Sein Mandat endete mit dem Ende des 115. Kongresses am 3. Januar 2019, sein Nachfolger wurde der Demokrat Mike Levin.
Issa wurde von Präsident Donald Trump 2018 für die Leitung der United States Trade and Development Agency nominiert. Im Senat, der der Personalie zustimmen muss, blieb die Nominierung bis Sommer 2019 in den Ausschüssen stecken. Im September 2019 verkündete Issa, er werde sich um den 50. Kongresswahlbezirk Kaliforniens bewerben, der an Issas früheren angrenzt; der bisherige Mandatsinhaber Duncan D. Hunter stand wegen Korruptionsvorwürfen vor Gericht. Er gewann die Wahl für die Legislaturperiode im Repräsentantenhaus des 117. Kongresses. In der folgenden Wahl 2022 trat er in dem zum 48. Kongresswahlbezirk umbenannten Wahlkreis an und konnte sich in der offenen Primary mit 62,4 % zusammen mit dem Demokraten Stephen Houlahan (27,8 %) für die Stichwahl im November qualifizieren. In der Hauptwahl gewann er mit 60,4 % und zog im Januar 2023 in den 118. Kongress ein. In der Vorwahl zur Kongresswahl 2024 qualifizierten sich Issa (62,4 %) und Houlahan (14,9 %) erneut in der offenen Vorwahl. Issa gewann die Hauptwahl dann mit 59,3 %.

### Kontroversen
Issa gehörte zu den Mitgliedern des Repräsentantenhauses, die bei der Auszählung der Wahlmännerstimmen bei der Präsidentschaftswahl 2020 für die Anfechtung des Wahlergebnis stimmten. Präsident Trump hatte wiederholt propagiert, dass es umfangreichen Wahlbetrug gegeben hätte, so dass er sich als Sieger der Wahl sah. Für diese Behauptungen wurden keinerlei glaubhafte Beweise eingebracht. Der Supreme Court wies eine entsprechende Klage mit großer Mehrheit ab, wobei sich auch alle drei von Trump nominierten Richter gegen die Klage stellten.

## Attentatsversuch
2001 wurde ein Bombenattentat auf Issa vom Anführer der Jewish Defense League Irving Rubin geplant. Rubin wurde gemeinsam mit seinem Gefolgsmann Earl Krugel wegen versuchten Mordes verurteilt. Motiv war laut Gericht der Hass auf Issa als Arabischstämmigen gewesen. Issa erklärte, die politische Kommentatorin Debbie Schlussel habe zu dem Klima des Hasses gegen ihn beigetragen, da sie ihm Sympathie mit der Hisbollah unterstellt habe.